# Emil Theil
Emil Theil (* 23. Juli 1892 in Leipzig; † 27. Dezember 1968 in Bremen) war ein Bremer Politiker (SPD) und Senator.

## Biografie
Theil lernte nach seiner Schulzeit den Beruf eines Eisendreherlehrlings. Er schloss sich bereits als Lehrling der sozialistischen Bewegung an. Von 1911 bis 1913 war er Schriftleiter in Kiel. Theil war Vorsitzender der USPD in Kiel, wurde nach den Januarstreiks 1918 verhaftet – er hatte eine Rede auf dem Wilhelmplatz gehalten – und wegen angeblichen Landesverrats zu zwei Jahren Festungshaft verurteilt. Nach dem Ersten Weltkrieg wurde er in Kiel Stadtverordneter. 1920 kam er als Geschäftsführer des Metallarbeiterverbandes nach Bremen. Von 1921 bis 1933 war er für die SPD Mitglied der Bremischen Bürgerschaft und in der Zeit von 1922 bis 1933 Fraktionsvorsitzender der SPD.
Von 1927 bis 1933 war er zudem Sekretär der Konsumgenossenschaft „Vorwärts“ in Bremen.
In der Zeit der Nationalsozialisten fand er nach seiner Entlassung zunächst keine Arbeit. Von den Nationalsozialisten verfolgt war er 3 ½ Jahre im Gefängnis bzw. im Konzentrationslagern. Zunächst ins Konzentrationslager Mißler eingeliefert, wurde er 1935 nach einem Prozess ins Gefängnis und für zwei Jahre in die Konzentrationslager Sachsenhausen und Dachau gebracht. Die letzte Inhaftierung erfolgte nach dem Attentat vom 20. Juli 1944 im Gestapo-Arbeitserziehungslager Farge. Zwischendurch war er bis 1944 bei der AG Weser beschäftigt.
Nach dem Zweiten Weltkrieg erklärte der letzte Bremer SPD Fraktionsführer Emil Theil den Anspruch der SPD auf die Mitwirkung bei der Regierungsbildung und Regierungsbeteiligung. Wenige Wochen später fanden die ersten Besprechungen mit den Amerikanern statt und die Militärregierung setzte am 6. Juni 1945 den Bremer Senat ein und ernannte Theil zum Senator für das Bauwesen. Er war Bausenator bis 1955; ihm folgte im Amt Senator Alfred Balcke. Theil leitete den Wiederaufbau der Stadt Bremen ein. Zu seiner Zeit wurde Dr. Ing. Rosenberg zum Oberbaudirektor und somit Leiter des Baubereichs berufen. Theil war danach wieder von 1955 bis 1967 Mitglied der Bremischen Bürgerschaft. Als Listennachfolger für den im Februar 1960 verstorbenen Bremerhavener Bundestagsabgeordneten Philipp Wehr gehörte er bis zur Neuwahl 1961 dem Deutschen Bundestag an. Er wirkte ferner in zahlreichen ehrenamtlichen Funktionen in gemeinnützigen Gesellschaften und Organisationen.
Nach ihm wurde die Senator-Theil-Straße in Obervieland benannt.